# دیتریش دورنر
دیتریش دورنر (متولد ۲۸ سپتامبر ۱۹۳۸، برلین) استاد برجسته روانشناسی عمومی و نظری در انستیتوی روانشناسی نظری در دانشگاه اوتو-فریدریش در بامبرگ، آلمان است.
در سال ۱۹۸۶، او جایزه گوتفرید ویلهلم لیبنیتس از بنیاد پژوهش آلمان دریافت کرد، که بالاترین افتخاری است که در تحقیقات آلمان اعطا می‌شود.
معماری شناختی Psi-Theory تحت هدایت وی شکل گرفته‌است.